# Idrovora

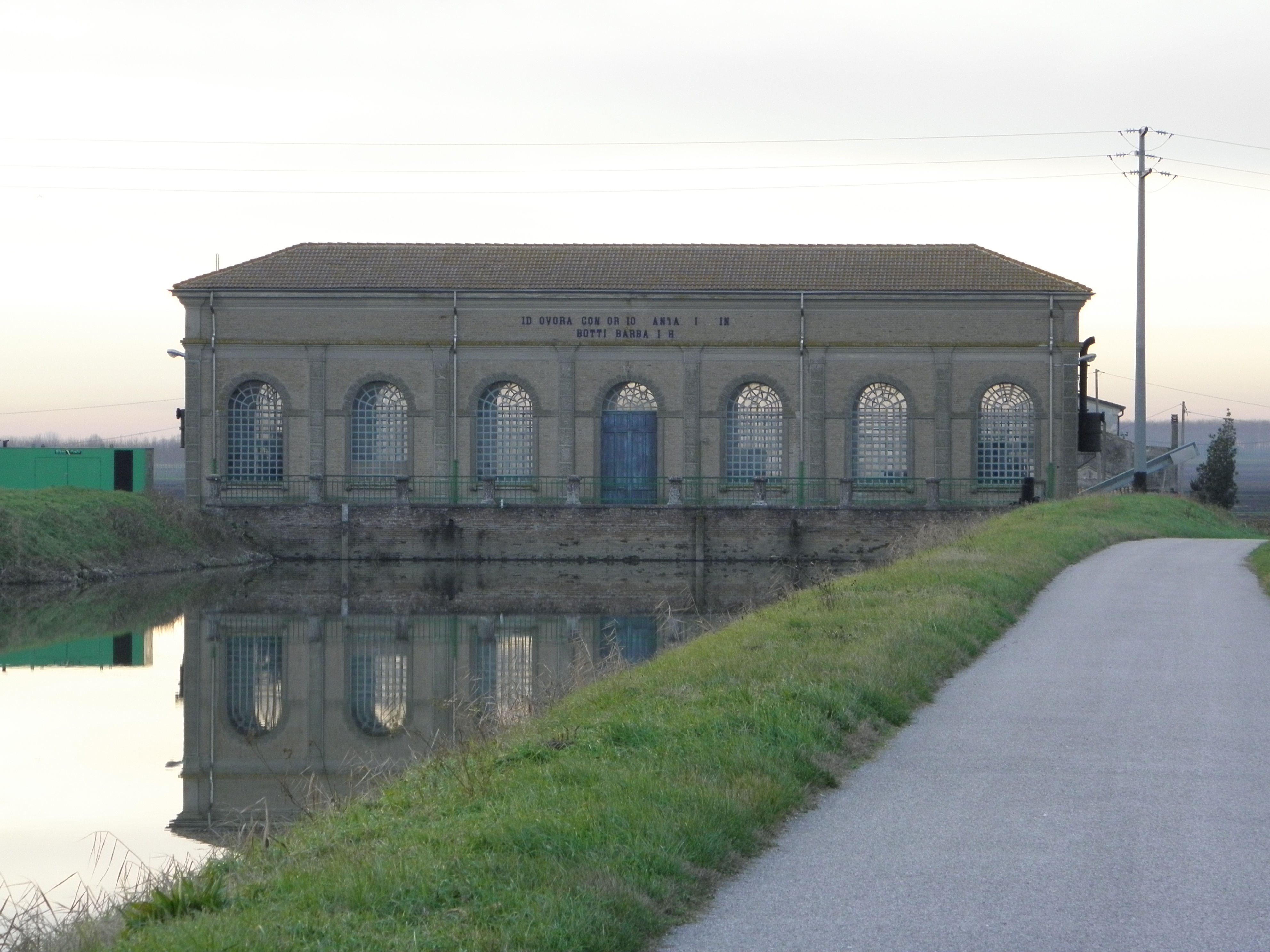
L'idrovora di Santa Giustina situata a Botti Barbarighe, nel comune di Pettorazza Grimani.

L'idrovora è un tipo di pompa usata per assorbire ed asportare grandi masse d'acqua, in particolare per opere di bonifica del territorio.

## Utilizzo
Le idrovore vengono usate per effettuare e mantenere bonifiche agrarie di ampi territori italiani durante il XX secolo, tra cui il Delta del Po, le foci del Piave, il Fucino, la Piana Reatina, il Polesine, il Veneto Orientale, Arborea, e l'Agro Pontino. Vengono utilizzate per impedire le infiltrazioni di acqua e alla palude di non poter espandersi. Le idrovore in Italia sono gestite dai consorzi di bonifica. Idrovore minori vengono usate anche per lo smaltimento delle acque fognarie (ad esempio a Marghera).
Le bonifiche effettuate tramite pompe idrovore ed interventi simili, rientrano nella categoria di strumenti atti alla mitigazione degli effetti climatici.